# Ahmad Shamlú
Ahmad Shamlú (en grafía persa: احمد شاملو) (Teherán, Irán; 12 de diciembre de 1925 - 24 de julio de 2000), fue un poeta, escritor, periodista e intelectual político iraní. Shamlou fue posiblemente el poeta más influyente del Irán moderno.

## Biografía
Ahmad Shamlú nació el 12 de diciembre de 1925 en Teherán, Irán, hijo de un oficial del ejército. Ahmad fue el segundo hijo y el único varón de una familia de seis. Como muchos hijos de militares recibió su primera formación en distintos lugares, entre los que se incluyen Khash y Zahedán al sur de Irán, y Mashhad al noreste y Rasht en el norte. Para 1941, aun teniendo su educación secundaria incompleta, deja su lugar de residencia en Biryand con destino a Teherán para a la Escuela Técnica de Teherán y aprender alemán. En 1945, intenta una vez más terminar sus estudios secundarios en Urmía, pero fracasó. A los 29 años, tras la caída del primer ministro Mohammad Mosaddeq, Shamlou fue arrestado por ser miembro del Partido Comunista Tudeh de Irán y encarcelado durante más de un año.
En 1947 contrae un matrimonio que, pese a fructificar en cuatro hijos, no dura mucho. Se casa en segundas nupcias con Tuba Hayerí en 1957, y vuelve a divorciarse seis años después. Su tercer matrimonio, contraído con Aida Serkisián en 1964, duraría ya más, hasta la muerte de Ahmad. Aida sería una figura muy importante en su vida, y su nombre aparece en muchos de sus últimos poemas.
Debido al opresivo ambiente político reinante en Irán bajo el régimen Pahlevi, Shamlú y su esposa dejan temporalmente el país hacia 1977. Tras vivir brevemente en Princeton (Nueva Jersey), se asientan en Inglaterra hasta 1979. Tras la revolución iraní deciden regresar a su país, donde Shamlú se emplea como editor del semanario literario Ketab-e Yom'e (Libro del Viernes).

## Obra
Su poesía, inicialmente influida por la de Nima Yushij, es de gran complejidad pese a utilizar imágenes sencillas que contribuyen a la intensidad de los textos. Dichas imágenes pertenecen a menudo al acervo tradicional, conocidas por los lectores del patrimonio literario persa a través de las obras de Hafez, Omar Jayam y otros. Su manera de mezclar imágenes abstractas y concretas, inédita hasta entonces en la poesía persa, desconcierta a los aficionados a la poesía persa más tradicional.
Shamlú tradujo al persa numerosas obras de autores de la literatura universal, ya fueran poemas del español Lorca, el afroamericano Langston Hughes, el griego Yannis Ritsos o la alemana Margot Bickel, haikus japoneses, el Cantar de los Cantares bíblico, novelas, guiones cinematográficos, etcétera. Él mismo es autor de guiones, obras teatrales, relatos breves y cuentos infantiles, siendo editor además de obras clásicas de la literatura persa en particular Hafez. 
En paralelo a su obra de creación literaria, Shamlú desarrolló una carrera periodística y escribió numerosos artículos de investigación académica, causando notoria controversia con sus estudios sobre Hafez y sobre Ferdousí. Su inacabada enciclopedia del folklore iraní Ketab-e Kuché ("Libro de la calle") es una contribución de primera magnitud a la compresión de las creencias populares iraníes y la lengua coloquial persa.
Sus obras han sido traducidas a numerosas lenguas, entre ellas el sueco, inglés, japonés, francés, español, alemán, ruso, armenio, holandés, rumano, finlandés, kurdo y turco. Uno de los primeros traductores de su obra fue Ahmad Kamyabi Mask quien tradujo algunos de sus poemas al francés.

## Traducciones publicadas en español
Nima Yushij, Sohrab Sepehrí y Ahmad Shamlú; Tres poetas persas contemporáneos (Traducción de Clara Janés, Sahand y Ahmad Taheri). Icaria. Barcelona, 2000. 96 páginas. ISBN 978-84-7426-467.